# جان آزبرن
جان جیمز آزبرن (به انگلیسی: John James Osborne) (زاده ۱۲ دسامبر ۱۹۲۹ – درگذشته ۲۴ دسامبر ۱۹۹۴) نمایشنامه‌نویس، فیلم‌نامه‌نویس، بازیگر و منتقد انگلیسی بود.

## زندگی
وی در ۱۲ دسامبر ۱۹۲۹ در لندن به دنیا آمد. پس از تحصیلات متوسطه در سال ۱۹۴۹ وارد کار تئاتر شد و در شهرهای مختلف به کار بازیگری تئاتر اشتغال ورزید. پس از چندی به نوشتن چند نمایشنامه پرداخت که با استقبال زیادی روبه‌رو نشد اما کم‌کم در این راه به موفقیت رسید. علاوه بر این، چند سناریو برای فیلم از آثار نویسندگان بزرگ تهیه کرد.

## نویسندگی
موفقیت نمایشنامه «با خشم به گذشته بنگر» او در سال ۱۹۵۶ تئاتر انگلیسی را متحول کرد.
آزبرن، در طول بیش از چهل سال زندگی پربار کاری، موضوعات و سبک‌های زیادی را بررسی کرد و برای اجرا روی صحنه، فیلم و تلویزیون، نوشت. زندگی شخصی او، غیرمعمول و به نوعی ویران بود. او برای به‌کارگیری زبان بیش از حد خشن، نه‌تنها دربارهٔ علل آنچه در آثار خود بیان می‌کند بلکه در برابر خانواده‌اش نیز، شهرت دارد. او را تحت تأثیر ادبیات برتولد برشت دانسته‌اند.
آزبرن، یکی از اولین نویسندگانی بود که سلطنت را روی صحنهٔ عمومی زیر سؤال برد. وی در دوره اوج خود (۱۹۵۶–۱۹۶۶) حس پذیرفته‌شده و گاه کلیشه‌ای آن را مورد اهانت قرار داد و نیز صداقت بی‌دریغ را با بذله‌گویی گسترده آمیخت.
در دهه‌های ۵۰ و ۶۰ میلادی او به پرآوازه‌ترین نمایش‌نامه‌نویس بریتانیا بدل شد. او توانست دنیای نمایش را به لرزه درآورد و روی نمایش‌نامه‌نویسانی مانند ادوارد آلبی و مایک لی تأثیر بگذارد. با نمایش‌نامه‌هایش ثروتی به‌هم زد و با گرفتن اسکار بهترین فیلم‌نامهٔ اقتباسی برای فیلم تام جونز (۱۹۶۳) حتی پول بیشتری بدست آورد آن‌قدر که نمی‌دانست با آنچه کند. در دههٔ ۷۰ الکلی شد. بعد از آن دیگر نتوانست نمایشنامه‌ای به خوبی و شهرت چهار نمایشنامهٔ مشهور خود بنویسد. او سال‌های آخر عمرش را در جدال با بیماری و بدهی‌هایش گذراند.
از آثار او می‌توان به با خشم به گذشته بنگر، لوتر، غرب سوئز، هدا گابلر (اقتباس از اثر هنریک ایبسن به همین نام)، و حس جدایی اشاره کرد.

## آثار
برخی از آثار وی عبارتند از:
- ۱۹۵۰ - دیوِ درون
- ۱۹۵۵ - دشمن خصوصی
- ۱۹۵۶ - با خشم به یاد آر
- ۱۹۵۷ - سرگرمی‌ساز (یا: ملیجک)
- ۱۹۵۸ - نوشته‌ای برای مزار جرج دیلن
- ۱۹۵۹ - دنیای پل سلیکی
- ۱۹۶۰ - مایه رسوایی و نگرانی
- ۱۹۶۱ - لوتر
- ۱۹۶۲ - خون بامبرگ‌ها
- ۱۹۶۲ - در لفاف ساده
- ۱۹۶۴ - مدرک غیرقابل‌قبول
- ۱۹۶۵ - یک وطن‌پرست برای من
- ۱۹۶۸ - هتل آمستردام
- ۱۹۶۸ - زمان حاضر

### ترجمه به فارسی
- لوتر، محمد تهامی‌نژاد، تهران: انتشارات امیرکبیر، ۱۳۵۳[۲]
- با خشم به یاد آر، کریم امامی، تهران: [بی‌نا]، ۱۳۴۳[۳]
- با خشم به گذشته بنگر، هومن عابدی، تهران: سیب سفید، ۱۳۸۲[۴]

ترجمه در لفافی ساده. سمیه نصراللهی

## پی‌نوشت
1. ↑  علی‌آبادی، همایون، سیری در زندگی و آثار جان آزبرن: ادای دین به برشت، فصلنامه هنر، شماره ۲۵، تابستان ۱۳۷۳[پیوند مرده]
2. ↑  «صفحهٔ اطلاعات کتاب در سایت کتابخانهٔ ملی ایران». بایگانی‌شده از اصلی در ۱۱ اوت ۲۰۲۰. دریافت‌شده در ۱۸ اوت ۲۰۱۱.
3. ↑  صفحهٔ اطلاعات کتاب در سایت کتابخانهٔ ملی ایران[پیوند مرده]
4. ↑  «صفحهٔ اطلاعات کتاب در سایت کتابخانهٔ ملی ایران». بایگانی‌شده از اصلی در ۶ اوت ۲۰۲۰. دریافت‌شده در ۱۸ اوت ۲۰۱۱.